# Barbeuia madagascariensis
Barbeuia madagascariensis är en tvåhjärtbladig växtart som beskrevs av Ernst Gottlieb von Steudel. Barbeuia madagascariensis ingår i släktet Barbeuia och familjen Barbeuiaceae. Inga underarter finns listade i Catalogue of Life.

## Bildgalleri

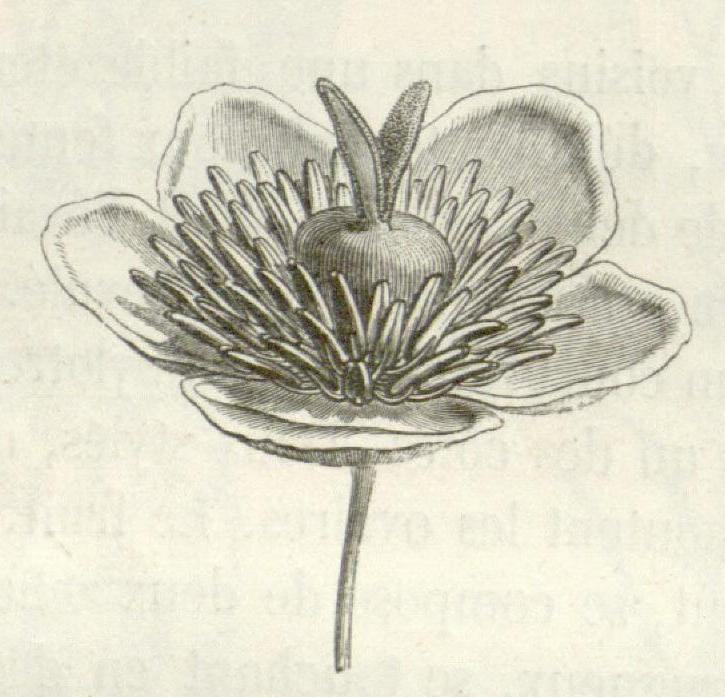